# Zwartborsthazelhoen
Het zwartborsthazelhoen (Tetrastes sewerzowi) is een vogel uit de familie fazantachtigen (Phasianidae). De wetenschappelijke naam van de soort is voor het eerst geldig gepubliceerd in 1876 door Przewalski.

## Voorkomen
De soort is endemisch in het midden van China en telt 2 ondersoorten:
- T. s. sewerzowi: het noordelijke deel van Centraal-China.
- T. s. secundus: het zuidelijke deel van Centraal-China.